# Рудка (приток Борзны)
Рудка (укр. Рудка) — левый приток Борзны, протекающий по Нежинскому району (Черниговская область, Украина). 

## География
Длина — 18, 12 км. Площадь бассейна — 204 км².
Русло выпрямлено в канал (канализировано) шириной 10 м и глубиной 3 м. Служит водоприёмником системы каналов.
Река берёт начало северо-восточнее села Хорошее Озеро. Река течёт в северо-восточном направлении. Впадает в реку Борзна (на 30-м км от её устья) восточнее села Малая Загоровка.
Притоки: (от истока к устью) нет
Населённые пункты на реке: (от истока к устью) Сиволож.